# Hacque (Adelsgeschlecht)

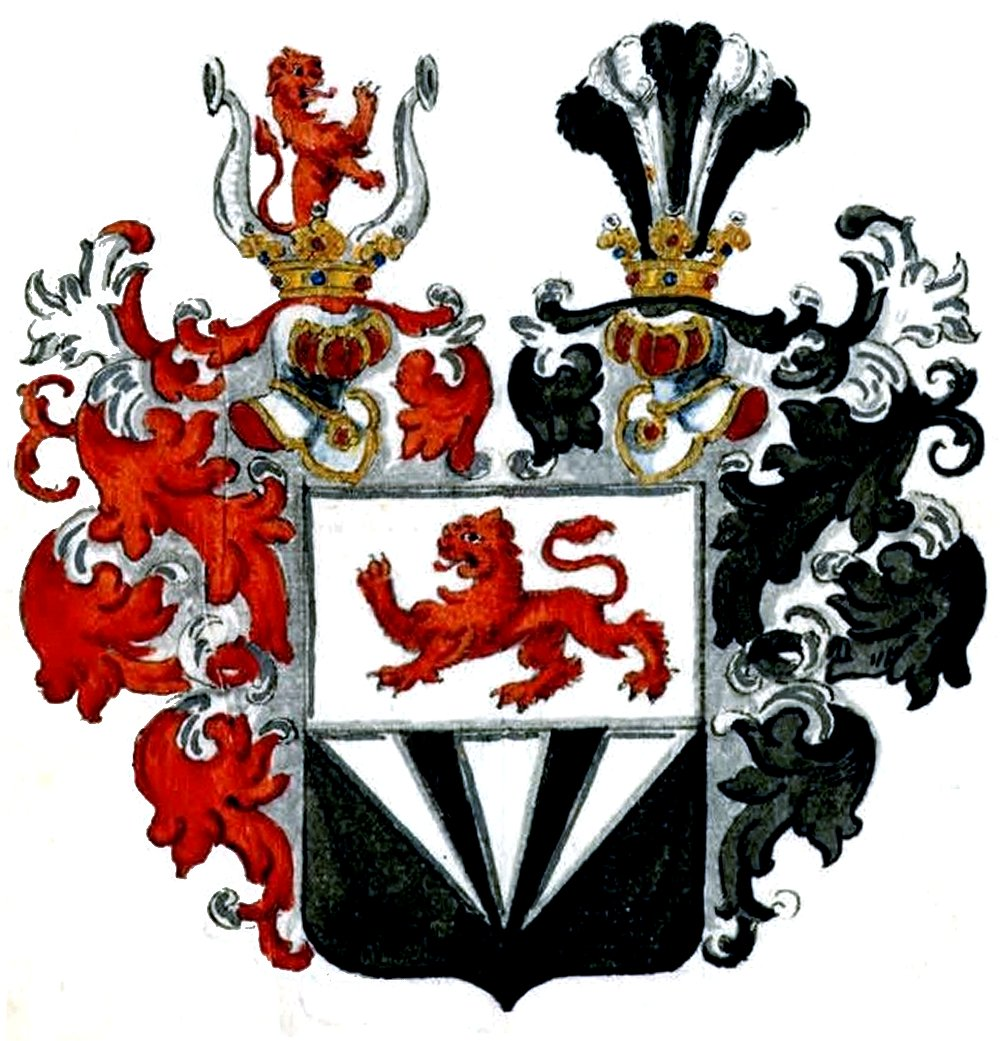
Wappen derer von Hacqué (Haqué) (1744)

Die Hacqué (auch Hacque, Haqué, Hakhy o. ä.) stammen aus den spanischen Niederlanden und kamen um 1650 nach Österreich. Ludwig von Hacqué wurde am 5. August 1744 unter die neuen niederösterreichischen und 1752 unter die alten Ritterstandsgeschlechter aufgenommen.

## Geschichte
Johann Baptist Hacqué, geboren in Antwerpen, kam nach Österreich und war von 1659 bis 1663 kaiserlicher Hofbuchdrucker in Wien. Sein Enkel Peter von Hacqué war anfänglich Kaiser Josephs I. Hofkammerdiener und weil er dem Kaiser mehrere hunderttausend Gulden Darlehen verschaffte, wurde er von Karl VI. am 27. April 1715 zum wirklichen k. k. Hofkammer-Rath ernannt. Mit seinem einzigen Sohn Ludwig von Hacqué, zuletzt NÖ Landuntermarschall, erlosch dieses Rittergeschlecht. Zuvor hatte Letzterer 1744 noch den Ritterstand mit einer Wappenbesserung verliehen bekommen.

## Persönlichkeiten
- Johann Baptist Hacqué (um 1634–1678), kaiserlicher Hofbuchdrucker
- Ludwig von Hacqué (vor 1719–nach 1802), k. k. Untersilberkämmerer, NÖ Landuntermarschall und Präses des Ritterstandes

## Wappen
Das Wappen ist ein in der Mitte quer geteilter Schild, dessen obere Hälfte ein weißes oder silbernes Feld, worin ein rechtshin gehender roter Löwe mit ausgestreckter roter Zunge und hinter sich aufgeschlagenen doppelten Schwanz erscheint, die untere Hälfte ist ein schwarzes Feld mit drei silbernen Zwickeln, welche unten am Rande in eine Spitze zusammengestellt sind, belegt. Oben zieren den Schild zwei gekrönte offene Helme; auf dem vordern zur rechten ist der rote Löwe aufsteigend zwischen zwei silbernen Büffelshörnern gestellt; auf dem andern Helm zur linken steht ein hoher Federbusch von schwarzen und weißen Straußenfedern empor. Die Helmdecke ist rechts Silber und rot, links Silber und schwarz gemengt.